# Dengizich
Dengizich o Dindzic va ser el segon fill d'Àtila. Va dirigir alguns grups d'huns entre el 454 i el 469.
Arran de la mort del seu pare, el seu germà gran Ellak va ser escollit Rei dels Huns. Ben aviat, Dengizich i el seu germà Hernac van encetar una guerra interna pel control de l'Imperi deixat per Àtila. Un cop derrotat i mort Ellak en la batalla de Nedao, el mateix 454, i el subsegüent esfondrament gradual de l'Imperi hun, va fer que Dengizich i Hernac veiessin cada cop més reduïdes les seves respectives comitives.
Aquest fet juntament amb l'augment del poder de grups, com el got dirigits pels Amals, va fer que la seva posició al nord del Danubi fos insostenible al llarg de la dècada del 460. Per això Dengizich va intentar establir un feu al sud del riu, i comandant un exèrcit hun, amb contingents gots, dirigits pels seus propis cabdills, ultzinzurs, angiscirs, biturgis i bardors, atacarà durant el 467 i 468 zones sota control de l'Imperi Romà d'Orient.
Mentrestant el seu germà Hernac aconseguia que l'Imperi l'instal·lés a la zona de l'actual Dobrudja, (Romania), ell va prosseguir durant el 469 els seus atacs, essent aquest mateix any finalment derrotat i mort a mans del general romà Anagastes.
El seu cap fou exhibit públicament a Constantinoble. Alguns grups residuals d'huns supervivents foren instal·lats a les fortaleses de Oesc, Ut i Alme o als seus voltants.
La seva vida la coneixem gràcies a les obres de Prisc i Jordanes.